# مونته سیلوانو
مونته سیلوانو (به ایتالیایی: Montesilvano) یک کومونه در ایتالیا است که در استان پسکارا واقع شده‌است.

## خصوصیات
مونته سیلوانو ۲۳ کیلومترمربع مساحت و ۴۵٬۸۴۵ نفر جمعیت دارد و ۵ متر بالاتر از سطح دریا واقع شده‌است.

## خواهرخوانده
شهرهای Bender و رجیو کالابریا خواهرخوانده‌های مونته سیلوانو هستند.